# Johann Gottlob Regis
Johann Gottlob Regis ou Gottlob Regis (né le 23 avril 1781, mort le 29 août 1854) est un écrivain et traducteur allemand, notable pour être le premier à avoir traduit entièrement l'oeuvre romanesque de Rabelais. 

## Biographie
Regis est le fils d'un prédicateur de l'église Saint-Nicolas à Leipzig. Dans la même ville, il fréquente l'école Saint-Nicolas de Leipzig (de) et une école conventuelle de Roßleben. Après des études de droit entre 1809 et 1812, il travaille à partir de 1816 comme correcteur d'épreuves chez l'éditeur Buchhandlung des Waisenhauses à Halle-sur-Saale. En 1825, il s'installe à Breslau dans l'espoir vain de trouver un poste bibliothécaire ou de professeur. En reconnaissance de son travail de traduction, il reçoit une rente vagière du roi Frédéric-Guillaume IV à partir de 1841. 

## Un traducteur de Shakespeare et de Rabelais
Il acquiert une notoriété comme traducteur des Sonnets de Shakespeare et des romans de Rabelais, sans compter des traductions de Matteo Maria Boiardo et des textes de Jonathan Swift. Pendant de nombreuses années, il entretint un échange de lettres avec Carl Gustav Carus. La version intégrale de la geste pantagruélique paraît chez l'éditeur Barth à Leipzig, en 1832, accompagnée d'un commentaire en deux volumes parus en 1839 et 1841. Elle est remarquée par son érudition. Regis analyse les éditions et les sources de l'humaniste tourangeau, passe en revue les exégètes français comme Jacob Le Duchat, s'inspire du vocabulaire archaïsant du Geschichtsklitterung de Fischart et s'efforce de respecter la subtilité du texte rabelaisien .

## Publications

### Œuvres
- Kasualreden,  Leipzig, 1816
- Salzmanns Zögling schreibt an seinen einzigen Zögling, Leipzig, 1816
- Mein Bekenntniß über Göthes Faust, Leipzig, 1908

### Traduction
- William Shakespeare, Timon von Athen, 1821
- François Rabelais Rabelais, Gargantua und Pantagruel. Aus dem Französischen verdeutscht, mit Einleitung und Anmerkungen, den Varianten des 2. Buches von 1533, auch einem noch unbekannten Gargantua herausgegeben durch Gottlob Regis, Leipzig : Barth, 1832
- Shakespeare-Almanach, 1836
- Matteo Maria Boiardo,  Verliebter Roland, 1840
- Das Liederbuch vom Cid, 1842
- Der Fürst des Niccolò Machiavelli, 1842
- Michelangelo Buonarotti, Sämtliche Gedichte, 1842
- Das Swift-Büchlein, 1847
- Epigramme der Griechischen Anthologie, 1856